# Cuenca de Sídney
La cuenca de Sídney es una biorregión provisional australiana y es tanto una entidad estructural como un área de deposición, ahora conservada en la costa este de Nueva Gales del Sur, y con parte de su lado este hundida bajo el mar de Tasmania. La cuenca lleva el nombre de la ciudad de Sídney, en la que se centra.
Con alrededor de 5000 metros (5468,1 yd) de espesor, la cuenca de Sídney consta de rocas sedimentarias del Pérmico y del Triásico, extendiéndose desde Newcastle en el norte hasta Batemans Bay en el sur y al oeste hasta la Gran Cordillera Divisoria. La cuenca contiene reservas de carbón económicamente significativas.
La famosa bahía de Sídney y los acantilados esculpidos de las Montañas Azules son formaciones características de estratos superiores de arenisca relativamente duros. La cuenca contiene el área de la Región de las Montañas Azules, declarada Patrimonio de la Humanidad por la Unesco.

## Geografía
Según NSW Primary Industries, la cuenca se extiende a lo largo de aproximadamente 350 kilómetros (217,5 mi) de la costa desde Newcastle en el norte hasta el lago Durras (cerca de Batemans Bay) en el sur. Desde el lago Durras, el límite occidental continúa en una línea a través de Lithgow hasta alrededor de Ulan (cerca de Mudgee). Al norte, el límite se extiende 120 kilómetros (74,6 mi) largo de los montes Liverpool hasta un punto de 80 kilómetros (49,7 mi) al norte de Muswellbrook, y luego corre 200 kilómetros (124,3 mi) de regreso a la costa en Newcastle. Al este, la cuenca continúa hasta el borde de la plataforma continental.
El área total de la cuenca es de aproximadamente 44 000 kilómetros cuadrados (16 988,4 mi²) en tierra firme más 5000 kilómetros cuadrados (1930,5 mi²) bajo el mar. El centro de la cuenca se encuentra a unos 30 kilómetros (18,6 mi) oeste del distrito central de Sídney en Fairfield, aunque solo las rocas más jóvenes del Triásico (del Triásico medio) están expuestas en el área de Sídney.
El Departamento de Agricultura, Agua y Medio Ambiente del Gobierno de Australia clasifica la cuenca como una biorregión provisional que consta de 3 629 597 hectáreas (8 968 921,6 acre). Por otra parte, de acuerdo con Geoscience Australia, la cuenca cubre 64 000 kilómetros cuadrados (24 710,4 mi²), de los cuales 36 000 kilómetros cuadrados (13 899,6 mi²) está en tierra y 28 000 kilómetros cuadrados (10 810,8 mi²) se encuentran en alta mar, a profundidades de hasta 4500 metros (4921,3 yd).

## Historia y formación

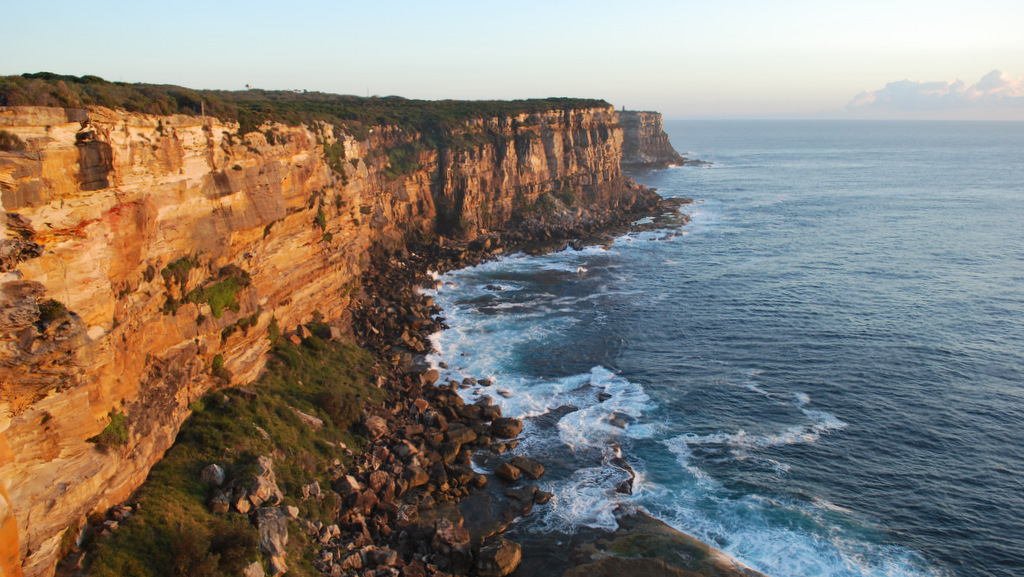
La mayor parte de la cuenca de Sídney es una meseta elevada de arenisca, con la exclusión del valle de Hunter y la baja llanura de Cumberland.

Tuvo lugar actividad ígnea menor en la cuenca durante el Jurásico Temprano (es decir, hace 210 millones de años), el Mesozoico Tardío (es decir, hace 100-90 millones de años) y el Cenozoico (es decir, hace 65 millones de años). La actividad del Jurásico Temprano resultó en la formación de la intrusión de dolerita de Prospect en Prospect Hill. Aunque no se observa sedimentación jurásica en la cuenca de Sídney, existen conductos de brechas volcánicas jurásicas (diatremas).
La cuenca de Sídney es parte de un importante sistema de cuencas que se extiende por más de 1500 kilómetros (932,1 mi) desde la cuenca de Bowen en Queensland hasta la cuenca de Gunnedah en Nueva Gales del Sur. En tierra, la cuenca contiene 4500 metros (4921,3 yd) de sedimentos clásticos Pérmico-Triásico, mientras que la cuenca costa afuera contiene 6000 metros (6561,7 yd) de sedimentos. La cuenca se superpone al cinturón plegado de Lachlan y los sedimentos volcanoclásticos del Carbonífero tardío. La cuenca se formó durante la extensión en el Pérmico Temprano, con medio graben relleno con los Grupos Dalwood y Talaterang. La carga de antepaís siguió con la compresión del orógeno de Currarong en el Pérmico Temprano.
El levantamiento del Pérmico tardío asociado con la fase de carga del antepaís de Nueva Inglaterra resultó en la formación de depocentros con la cuenca noreste de Sídney con fósiles marinos mejor conservados. Estos depocentros se llenaron de sedimentos piroclásticos y aluvial-paluduales de las medidas de carbón de Newcastle. En el Triásico, el levantamiento de la cuenca costa afuera resultó en la reelaboración de los sedimentos del Pérmico en ambientes fluviales. La cuenca sufrió una fase final de deformación (empuje) en el Triásico Medio donde fue levantada para convertirse en tierra seca, con una erosión que se produce desde este momento hasta el presente.
La extensión y ruptura en el mar de Tasmania a partir del Cretácico Superior dio como resultado los límites estructurales actuales del margen oriental de la cuenca. En el sur y el oeste, la cuenca termina en líneas de acantilados formados en areniscas y conglomerados de los sedimentos pérmicos primarios, con cascadas extendidas en todos los escarpes.

### Cronología
- Pérmico: hace 299-252 millones de años; asentamiento y la evolución de los bosques pantanosos, que darían forma a tremendas medidas de carbón. Cabe señalar que el carbón de Australia es más joven que el carbón carbonífero del hemisferio norte .
- Triásico inferior: hace 252–247 millones de años; las lutitas de Narrabeen oscuras y con alto contenido de carbono se pueden ver en Long Reef y Narrabeen. El continente australiano era parte del supercontinente de Gondwana y la cuenca de Sídney estaba situada dentro de una cuenca deposicional.Ashfield Shale, que se superpone a la arenisca de Sídney, indica una alteración en la dirección del flujo del río y su estilo deposicional. Fue entonces cuando los ríos que fluían hacia el sureste depositaron arenas y lodos de grano fino dentro del delta de un río que se posó en la costa de un mar poco profundo.[10]
- Triásico medio: hace 247-235 millones de años; un río monolítico con sus inicios al suroeste de Broken Hill, en lo que era la Antártida en ese momento,[11] tenía su delta en lo que era la cuenca de Sídney. Es alrededor de cinco veces más grande que el río Amazonas. Predomina la arena silícea con trazas menores de arcilla. Los fósiles de plantas son escasos, pero algunos fósiles de peces se encuentran en las lentes de arcilla.
- Triásico superior: hace 235-201 millones de años; a medida que el río se desaceleraba con la erosión de la cordillera, se colocaron lutitas más finas. Este estrato es rico en fósiles de helechos Glossopteris.
- Fin del Triásico: hace 201 millones de años; Ascensión y cambio en la falla Lapstone, con las Montañas Azules subiendo y la llanura de Cumberland descendiendo a una tierra plana y Sídney justo hacia arriba.
- Jurásico: hace 201-145 millones de años; Erosión, con Ashfield Shales en la parte superior. Valles profundos en forma de V en la piedra arenisca de Hawkesbury . Las intrusiones volcánicas fracturadas forman Prospect Quarry, Mount Tomah, Mount Wilson y Hornsby Quarry.[12]
- Cenozoico (Terciario y Cuaternario): 66 millones de años hasta el presente; Gondwana se disolvió hace unos 40 a 60 millones de años. Fue entonces cuando el continente australiano comenzó a formarse donde se desvió y se rompió, donde las rocas de Sídney se elevaron, se inclinaron y luego se erosionaron por el clima. Las rocas sedimentarias de Sídney se formaron en un paisaje que fue definido por valles de roca madre expuestos en una meseta elevada. Los ríos más grandes de Sídney, tales como los ríos Hawkesbury, Parramatta, Georges y Hacking, erosionaron los valles más profundos de la región. En este período, Ashfield Shale se degradó para crear un relieve más plano con topografía baja y ondulada y suelos razonablemente fértiles, que contrastaban fuertemente con las mesetas, acantilados y gargantas en las áreas de arenisca en la región de Sídney.[10] La cuenca de la bahía de Botany también se desarrolló en ese momento, que está llena de arena.
- Pleistoceno tardío: hace 12 000 años; se sumergieron los valles del río Sídney con el aumento del nivel del mar post-glacial donde se formaron estuarios y puertos profundos.[13]

## Hidrología
La hidrología de la cuenca comprende tres cuencas de drenaje principales según lo define la Oficina del Agua de Nueva Gales del Sur que se encuentran total o principalmente dentro de la geografía de la cuenca; a saber, la cuenca de captación de la costa central, la cuenca de Hawkesbury-Nepean y la cuenca metropolitana de Sídney.
Además, algunos de los ríos de la cuenca de captación de los ríos Hunter-Central y la cuenca de Southern Rivers también se encuentran principalmente en la cuenca. En la cuenca de captación de los ríos Hunter-Central, la subcuenca del río Hunter forma el límite norte de la cuenca. En la cuenca de captación de Southern Rivers, la subcuenca de Illawarra y la subcuenca de Shoalhaven forman el límite sur.

### Atribución
Este artículo incorpora texto de la Commonwealth of Australia (Geoscience Australia) de 2018, disponible bajo la licencia CC BY 4.0 (consultada el 25 de marzo de 2018).